# Wieliczkai sóbányák
A wieliczkai sóbányák (kiejtése kb: vjelicska) Lengyelország legrégebbi sóbányái, a Bochnia sóbányával együtt a krakkói sóvidék része, a 13. századtól 1772-ig a krakkói sóbányászat részét alkotta. A bánya, mely a világ legrégebbi kősó bányái közé tartozik, Wieliczka, egy Krakkó melletti kisváros alatt van. A sótelepek a miocén korban keletkeztek, később az Alpok felgyűrődésének során a tektonikus folyamatok eredeti keletkezési helyüktől több tíz kilométerre elmozgatták.
A bánya jelenleg múzeum, 2006-ban 1 065 857 látogató tekintette meg, közülük 58% külföldi volt. A legtöbb idegen angol (57 ezer) és német (50 ezer) volt.
A bánya 1976-tól lengyel műemléki listára került, 1978-ban felkerült az UNESCO világörökségi listájára. 1989-ben a veszélyeztetett világörökségi helyszínek listáján is bejegyezték. 1989-től Lengyelország történelmi emlékhelye lett.
A bányában 1951-ben megalakult a Krakkói sóbányák múzeuma (Muzeum Żup Krakowskich w Wieliczce). A bánya legrégebbi része, ahol bányászati módszerrel termelték ki a sót, a Goryszowki akna a 18. század második felében alakult ki. Ez a világon az egyedüli olyan bánya, melyben megszakítás nélkül folyt a kitermelés a középkortól máig, lehetővé téve a bányászati módszerek fejlődésének követését az egymás követő korszakokban.
A wieliczkai bányában 9 szintet különböztetnek meg, melyekből az első – a Bono szint – 64 méter mélyen van, míg az utolsó 327 méter mélyen fekszik. A tárnák összes hossza az összekötő folyosókkal, tavakkal, termekkel, aknákkal együtt meghaladja a 300 kilométert, össztérfogatuk pedig mintegy 7,5 millió m³.
A bánya egyedülálló mikroklímával rendelkezik, melynek a nagy pára- és nátrium-kloridtartalom mellett állandó hőmérséklete (körülbelül 12-14 °C), nyomása, ionizációja és megvilágítása van, jelentős a mangán, magnézium és mésztartalma. A 135 m mélyen fekvő Wessel-tó termébe rehabilitációs turnusokat szerveznek légúti betegségekben szenvedő személyek számára.
A wieliczkai bánya világszerte ismert földalatti turistaútja a 18. és 19. század fordulóján alakult ki. Mintegy egymillió turista látogatja évente a 64–135 m mélyen elhelyezkedő (I-III. szint), 20 teremből álló, körülbelül 3 km hosszú utat. A túra időtartama körülbelül 2 óra.

## Geológia
A wieliczkai sóbánya a Kárpátok lábánál elterülő, mintegy 15 millió éves korú sótelepek nyugati részén fekszik. Ezek a sótelepek a miocénben keletkeztek a bádeni korszakban a  miocén kori tenger eltűnésekor, amely zárt tengerré alakult növekvő sótartalommal. A forró éghajlat és a Kárpátok felgyűrődése következtében egyre emelkedő tengerfenék lehetővé tette a szedimentációt. Először a karbonátok kezdtek lerakódni, majd a szulfátok, végül a kősó. A vízfelület déli részén a kősó tömbökben vált ki, északi és középső részén pedig rétegesen. A szedimentációs folyamat 15-20 ezer évig tartott, ezután a medence iszappal és agyaggal töltődött fel. A Kárpátok hegyképződésekor a sótömbök elcsúsztak eredeti helyükről. A wieliczkai sótelepek jelenleg mintegy 10 km hosszú, 600–1500 m széles és néhány métertől 400 méterig terjedő mélységű régiót foglalnak el.

## Története
A sótelepeket már több ezer évvel a lengyel államalapítás előtt ismerte az ember, és hasznosította is. Az első időkben a sót a sós források, majd kutak vizének főzésével, sólepárlással állították elő. A tulajdonképpeni kősó bányászata a 13. századtól kezdődik.
Már a Piast uralkodók idején megalakult az uralkodó sókitermelő vállalata. A legrégibb törvények szerint a föld mindazon kincsei, melyek az ekenyomnál mélyebben feküdtek, így természetesen a só is, az uralkodó tulajdonát képezték és kitermelése a király kizárólagos fennhatósága alá tartozott, egyike volt a regáliáknak.
A 11. századtól kezdve adományozás révén a sóbányászat tulajdona részben magánkézbe került. 1273-78 között Szemérmes Boleszláv széles körű gazdasági reformokat vezetett be. Korlátozta harmadik személyek jogát a sókitermelésre, ami korábban csökkentette az uralkodó bevételeit.
1368-ban Nagy Kázmér a később Statutumnak nevezett törvényben kodifikálta a korábbi jogokat és szokásokat a sókitermelésben. Ez a törvény főleg a só bányászatát szabályozza, a sólepárlást éppen csak megemlíti, ez a termelési módszer addigra már jelentőségét veszítette. A sókereskedelmet is szabályozza. A wieliczkai és bochniai sóbányák Lengyelország felosztásáig egy adminisztrációs egységet képeztek, ennek az élén a żupnik című tisztségviselő állt, aki vagy maga irányította a vállalatot, vagy szerződéssel bérbe adta. Több mágnás család ennek révén alapozta meg óriási vagyonát.
A sóbányák gazdasági jelentősége a középkori lengyel állam idején alapvető volt: a Piast és Jagelló dinasztia idején a királyság bevételének harmada a krakkói sóvidékből származott. A reformok következtében a sóbányászat fejlődésnek indult, és hamarosan olyan méretű lett, amire nem volt példa a korabeli Európában. A bánya több ezer embernek adott munkát. A lengyel bányászok keresettek voltak egész Európában. A bányászok megbecsült tagjai voltak a társadalomnak, nem egyszerű munkások voltak, hanem saját szerszámokkal rendelkeztek és a király az általuk bányászott sót megvásárolta.
A bányászok fahordókban tárolt őrölt sót állítottak elő vagy kb. 50 cm átmérőjű, 3 méter hosszú sótömböket, „sóbálványokat” faragtak ki, és ebben a formában szállították nagyobb távolságra.
A wieliczkai sóbánya ma is nagyvállalat, de ma a sót nem bányásszák, hanem vízzel kioldják és lepárolják.

## A látogatható turistaút

### Kopernikusz-kamra
A terem 1785 előtt alakult ki a zöld kősó bányászata folyamán. 1973-ban születésének 500-adik évfordulóján Kopernikusz sószobrát helyezték el itt, aki valószínűleg meglátogatta a bányát.

### Szent Antal-kápolna
A fennmaradt földalatti kápolnák közül ez a legrégibb, a 17. században keletkezett. A bányászok számára az első misét 1698-ban celebrálták. A barokk stílusban épült kápolna előtérrel, kórussal és oltárral rendelkezik. Számos sóból faragott szobor található a kápolnában: a főoltárnál Krisztus a kereszten, Mária a gyermekkel, a kápolna patrónusa Szent Antal, a két oldalt Szent Szaniszló és Szent Kelemen. A kórusban a következő szobrok láthatók: Erős Ágost, Krisztus a kereszten, Mária, Mária Magdolna, Szent János. A hajóban két mellékoltár található Alkantarai Szent Péter és Szent Kázmér oltára. Az itteni szobrok: Szent Ferenc, Szent Domonkos, Szent Péter és Pál. A szószéken szép balusztrád van.

### Janowice-kamra

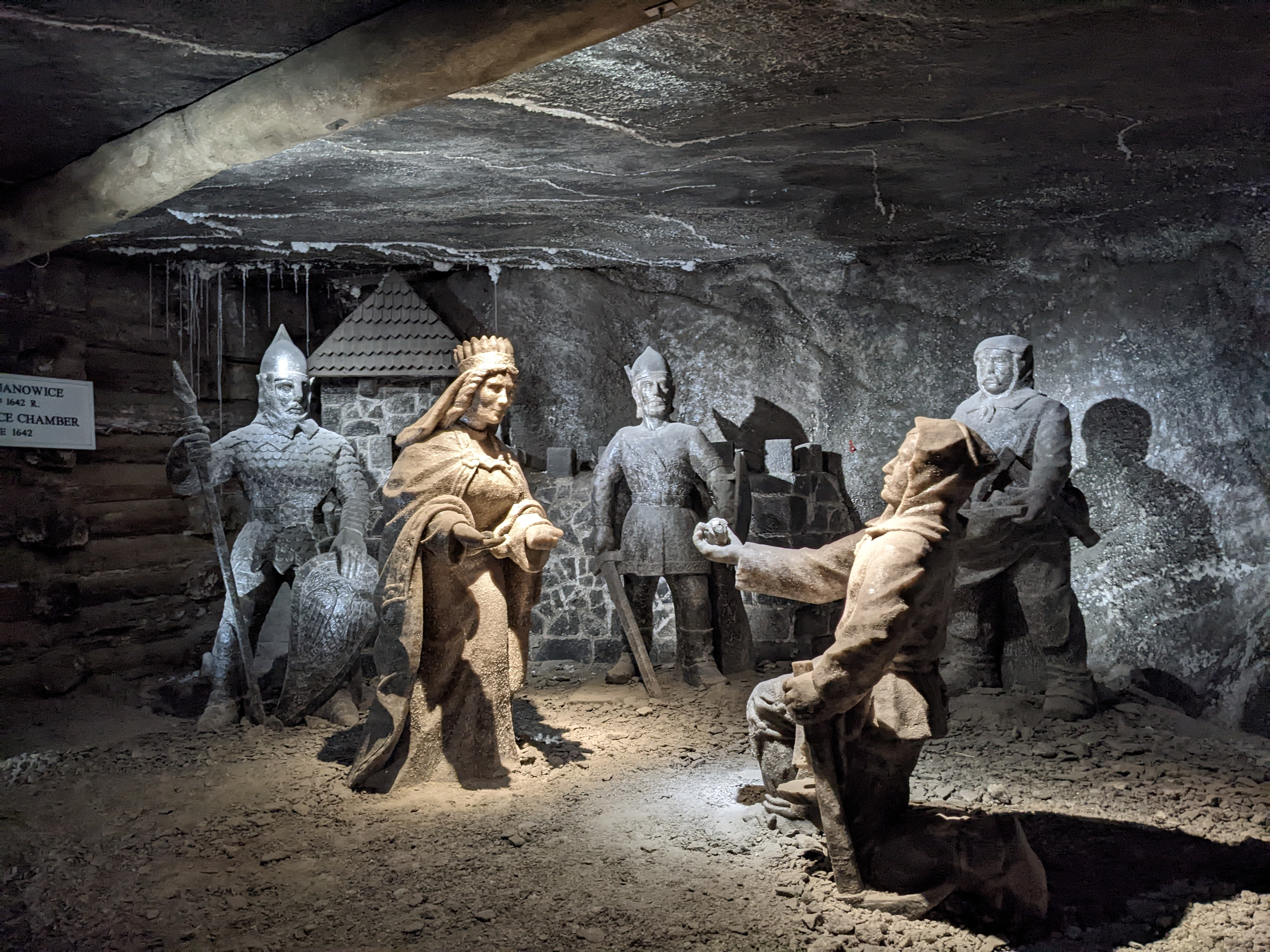
Janowice terem

Janowice az egyik falucska neve Wieliczka közelében. A kamrát a 17. században alakították ki. A teremben elhelyezett szobrok a wieliczkai sótelepek keletkezésének legrégebbi legendáját illusztrálják. A kősó bányászását a 12. század végén, Szemérmes Boleszláv király és felesége, Szent Kinga uralkodása idején kezdték meg. A legenda szerint, amikor Kinga, IV. Béla lánya megérkezett Lengyelországba, szeretett volna új hazájának valami rendkívüli ajándékot adni. Amikor megtudta, hogy Lengyelországban nem termelnek ki kősót, ami abban az időben komoly jövedelmet jelentett volna, apjától IV. Bélától az egyik magyarországi sóbányát kérte. Amikor Kinga meglátogatta ezt a sóbányát, jegygyűrűjét az egyik aknába dobta, annak jeléül, hogy birtokába vette a szóban forgó sóbányát. Mialatt azonban Lengyelországba utazott, a só a gyűrűvel csodás módon követte úrnőjét, és amikor Kinga Wieliczkába ért, megparancsolta, hogy az egyik dombon kezdjenek ásni, és csodák csodája, néhány ásónyom után megtalálták a Magyarországon eldobott gyűrűt és a sót. Itt nyitották meg az első sóbányát, de a wieliczkai és bochniai bányászok máig vitatkoznak azon, hogy melyikük bányája volt az a hely, ahol a gyűrű előkerült. Mindenesetre mindkét bánya védőszentje Kinga és II. János Pál pápa 1999-ben hivatalosan is kanonizálta őt a sóbányászok védőszentjévé.

### A leégett kamra
A terem neve arra a tűzvészre utal, ami valószínűleg itt pusztított. A terem bemutatja a metánégetők munkáját. A metán gyakran jelentkezik a sóbányászat folyamán, a levegő oxigénjével robbanóképes elegyet alkot, mely lánggal érintkezve felrobban. Abban az időben, amikor még nem voltak ismertek a bányák hatékony átszellőztetésére szolgáló módszerek, és a világításra olajlámpásokat használtak, a bányalég komoly veszélyt jelentett. Az egyetlen ismert módszer az volt, hogy tapasztalt bányászok nedves rongyokkal bebugyolálva magukat, a járatok alján kúszva megközelítették a veszélyesnek tartott helyeket és hosszú rudakon zsarátnokot tartva felfelé elégették a betörő bányaléget. (A metán a levegőnél könnyebb gáz).

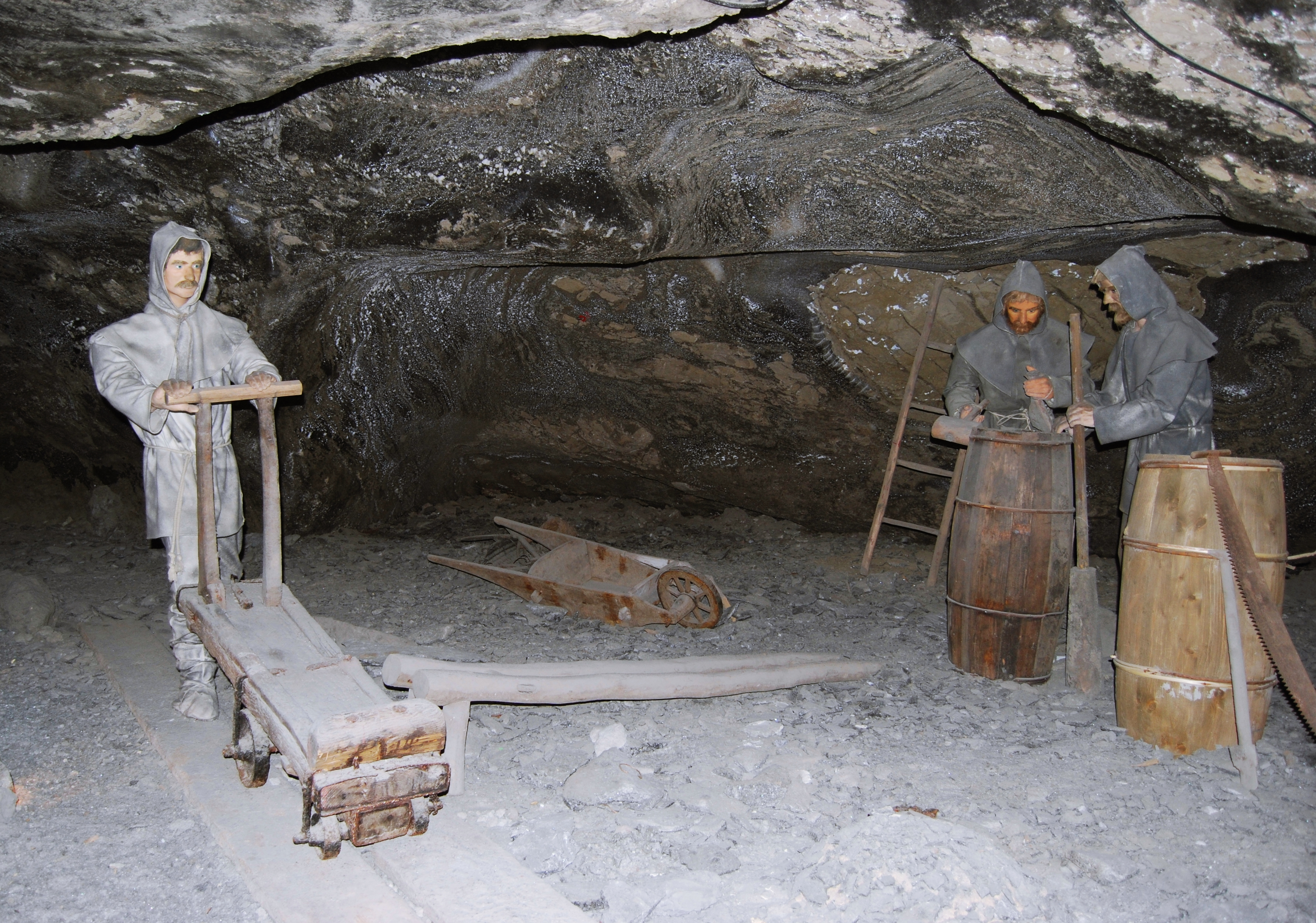
„Magyar kutya”: eredeti faeszköz viaszfigurával

### Sielec-kamra
Ebbe a terembe gyűjtötték össze a bányában használt, a só vízszintes szállításra szolgáló eszközöket, amilyen például a „magyar kutyának” nevezett, emberi erővel vonszolt kis kocsi, mely a sóbálványok mozgatására szolgált, vagy a sóval töltött fahordók szállítására szánt szánkó volt. Az összes fából készült eszközt az évszázadok alatt eredeti minőségében konzerválta a sós levegő.

### Nagy Kázmér-kamra
A termet Nagy Kázmér lengyel királyról nevezték el, aki a krakkói sóbányákról törvényt alkotott. 1968-ban, a törvény kibocsátásának 600-ik évfordulóján történt a névadás, egyúttal akkor állították fel Władysław Hapek bányász-szobrásznak a nagy királyról készített mellszobrát is. Itt látható eredeti helyén a 18. századi lóvontatású járgánnyal hajtott „szász felvonó”. A felvonó működését egy közelében elhelyezett modell szemlélteti.

### Pieskowa Skała-kamra
1669 körül keletkezett. A kamra a 65 méter mély I. és a Markowski testvérekről elnevezett II. szintet köti össze, mely 90 m mélyen van a felszín alatt. Ez az egyik legszebb része a bányának. Itt vannak kiállítva a függőleges szállítóeszközök, fából készült kézi csörlők. A teremben megmaradtak a sóba vájt lépcsők, melyeken a szállítómunkások közlekedtek, és akiknek a munkáját az egyik fülkében mutatja be a múzeum. Egy másik sarokban három törpe szobra látható, melyeket a 20. században Józef Markowski bányász készített. A lépcsőkön lejuthatni a Kunigunda kereszteződéshez, melyben megőrződtek a bánya víztelenítésére szolgáló csatornák, itt található egy rekonstruált 16. századi szivattyú is. A berendezést páternoszternek hívták, mert hasonlított a katolikus rózsafüzérhez, fa csőből állt, melyen bőr korongokkal ellátott láncot fűztek át.

### Kunigunda-aknafenék
Ez az aknafenék 1829-ben keletkezett és a Nagy Kázmér termet köti össze a II szinttel. Jól láthatóak a másodlagos sókristályosodás változatos formái: sztalaktitok és sztalagmitok. Ugyancsak több, régi bányászok faragta, bányamunkát végző törpe fedezhető fel benne.

### Szent Kereszt kápolna
Ez példa a vándor kápolnákra, melyek berendezését a bányászok mindig abba a terembe vitték, amely közel volt munkahelyükhöz. A terem, melybe a kápolnát helyezték el, a 19. századból származik, és benne két 17. századbeli barokk faszobor látható. A főoltáron Krisztus szobor, a másik oldalon a Zwycięski Boldogasszony szobra látható. Az oltár közelében két apáca ma már nehezen felismerhető sószobra áll.

### Szent Kinga kápolnája

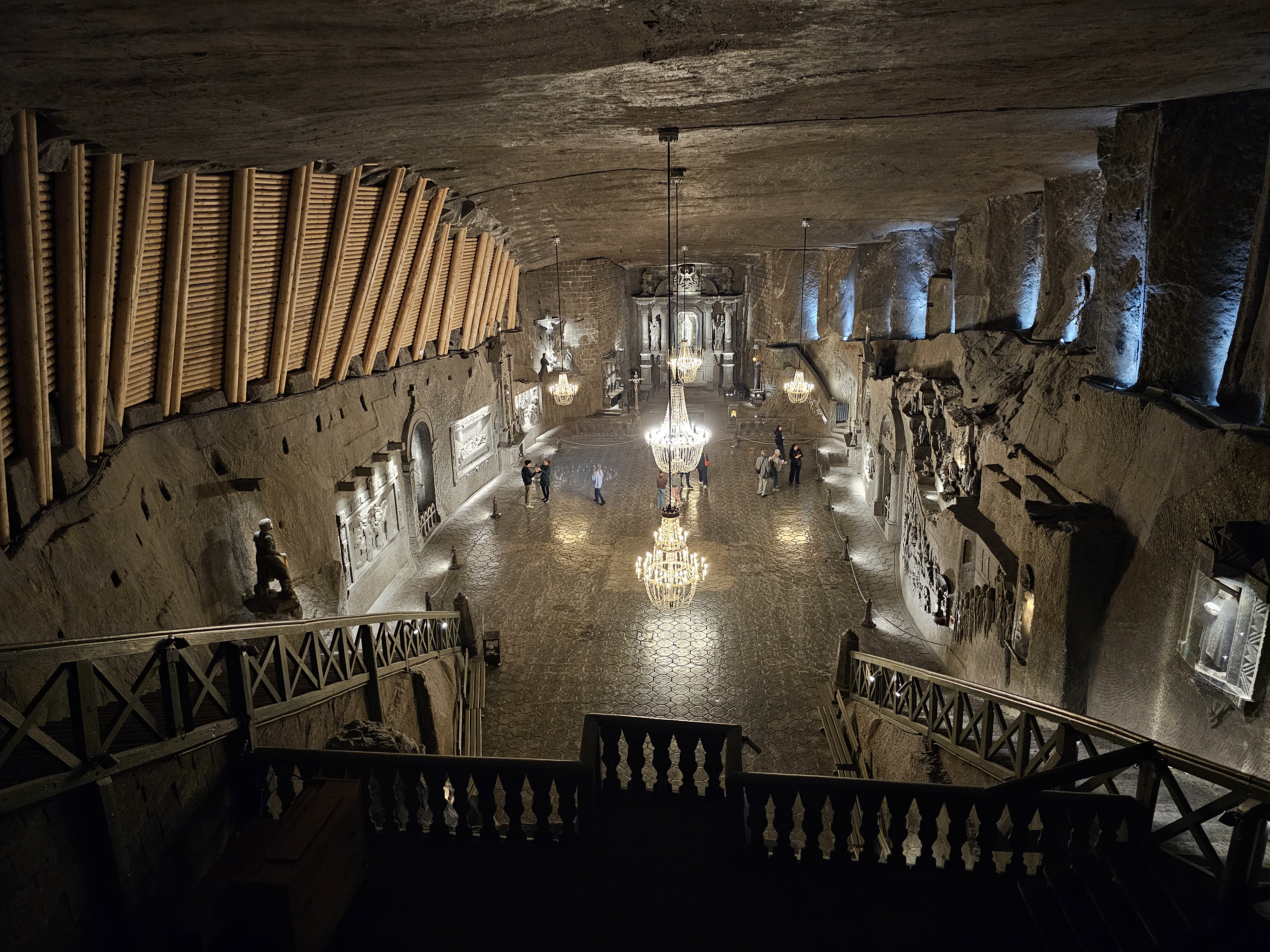
Szent Kinga kápolnája

Szent Kinga kápolnája, melyet „földalatti templomnak” is hívnak. Itt őrzik szent Kinga ereklyéit. Ez a sóbánya egyik legnagyobb attrakciója, mivel ez a terem a világ legnagyobb földalatti temploma. 101 méter mélyen van, hossza 54 m, szélessége 18 m, magassága 12 m. Padlója egységes sóból faragott lapokból áll, a hatalmas sókristályokból összeállított csillárok a mennyezetről 12 m-re lógnak le. A kápolnát az Újszövetségből vett jelenetek domborművei díszítik (többek között a „Menekülés Egyiptomból”, „A tizenkét éves Jézus tanít a templomban” és az „Utolsó vacsora”) és egy több mint százéves betlehem. A főoltár Józef Markowski alkotása, Szent Kinga szobrát, a két mellékalak Szent József és Szent Kelemen szobrát tartalmazza. 1999-től itt látható II. János Pál szobra is, Stanisław Anioł bányász alkotása.
A kápolnában misét tartanak a védőszent, Szent Kinga és Szent Borbála napján és karácsonykor. Hála a kitűnő akusztikának, a kápolnában koncerteket is tartanak, például itt voltak a Blackmore's Night vagy Nigel Kennedy koncertjei.

### Erazm Barącz-kamra
Hatalmas terem, nevét Erazm Barączról kapta, aki 1917–1918-ban a sóbánya igazgatója és ismert műgyűjtő volt. A terem a 19. században létesült és a 20. század elején kapcsolták be a turistaútvonalba. 100 méter mélyen van, csodálatos látvány nyújt hatalmas sópilléreivel, melyek a zöld színű sós tóba merülnek. A tó helyenként 9 m mély, a víz sótartalma körülbelül 320 g/l. Jelenleg a wieliczkai sóbányában a sós víz elpárologtatásával („sófőzéssel”) termelnek étkezési sót.

### Weimar-kamra

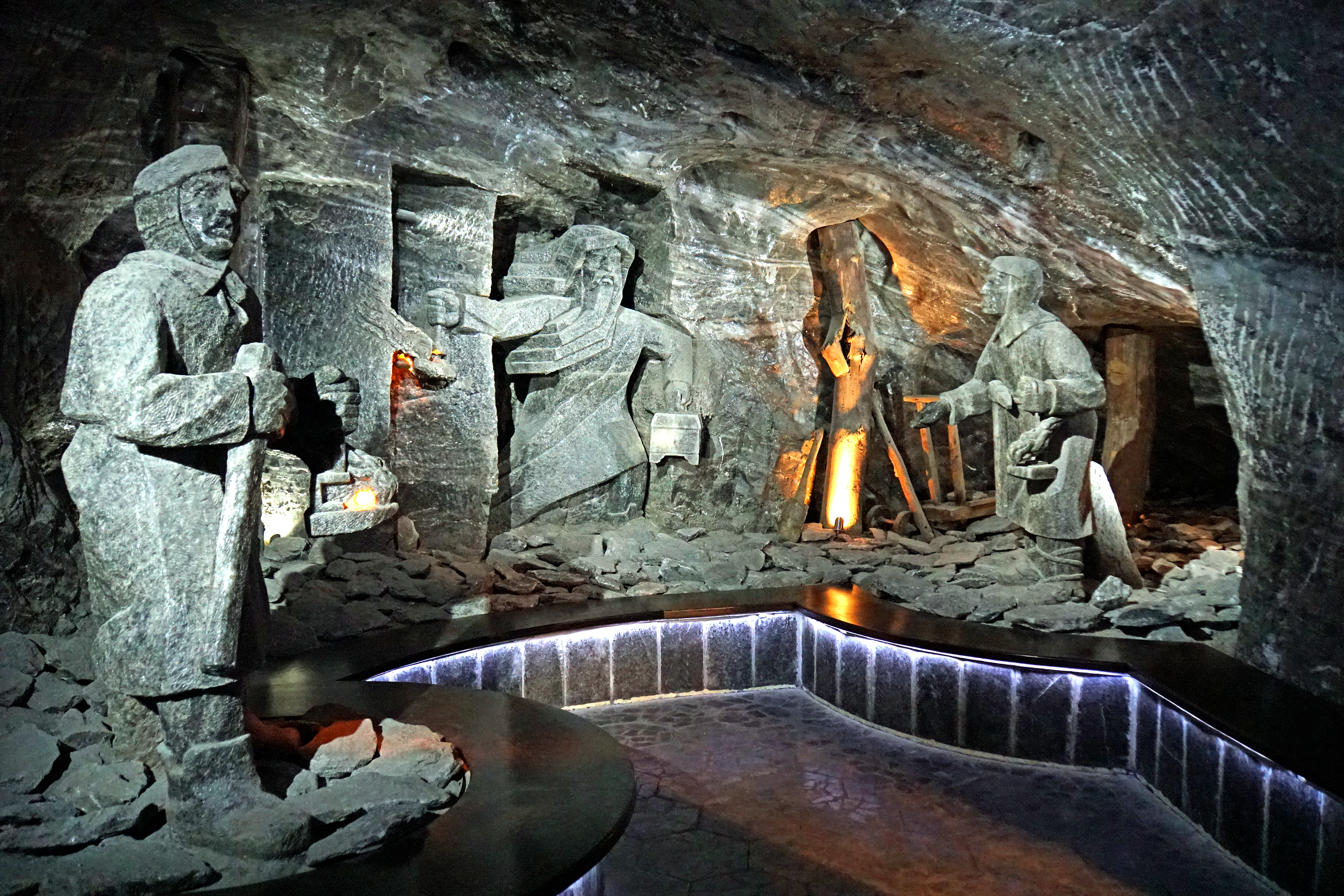
Skarbnik szobra

Az út kezdetétől 1250 m-re és 110 m mélyen van a II. szinten. A bejárat előtt Johann Wolfgang von Goethe szobra fogadja a látogatót. Goethe 1790-ben csatlakozott a weimari herceghez, amikor meglátogatta a sóbányát. A Weimar kamra a 20. század elején létesült, miután hagyományos bányászati technológiával kitermelték a zöld sótelepet. Itt a szokásos módon dolgoztak: fölülről kezdték és fokozatosan haladtak lefelé. A jövesztésnél robbantást használtak, majd megtisztították a megmaradt részeket. A tovább vezető folyosó a szellőző rendszer része volt. Az 1960-as években a terem alsó részét elöntötte a sós víz, ezért látványhidat, galériát és lépcsőket építettek ki.
A sós tavacska felett a homályból kitűnik a Skarbnik (a bánya jó szelleme) alakja. (Skarbnik jelentése körülbelül kincstárnok.) A szobrot Stanisław Anioł bányász-szobrász készítette a hannoveri EXPO-2000 világkiállításra, ahol a wieliczkai bánya szimbóluma volt. Közelében egy sótömbből lévő kis kocsi látható, melyet a lengyel pavilont látogatók „formázták”.
A Weimar kamrában mini hang- és fényjáték zajlik, mely a teremben zajlott sóbányászást mutatja be.
A bánya szanatóriumként is szolgál, mivel a földalatti helyiségek klímája különösen hasznos a légúti betegségekben szenvedőknek, asztmásoknak és allergiásoknak. 1997-ben a Teodor Wessl teremben, a III. szinten (kb. 135 m mélyen) földalatti gyógyító-rehabilitációs központot hoztak létre. Azóta a civilizációs betegségekben szenvedő páciensek tömegén segített a nátriumban, kalciumban és magnéziumban gazdag levegő.

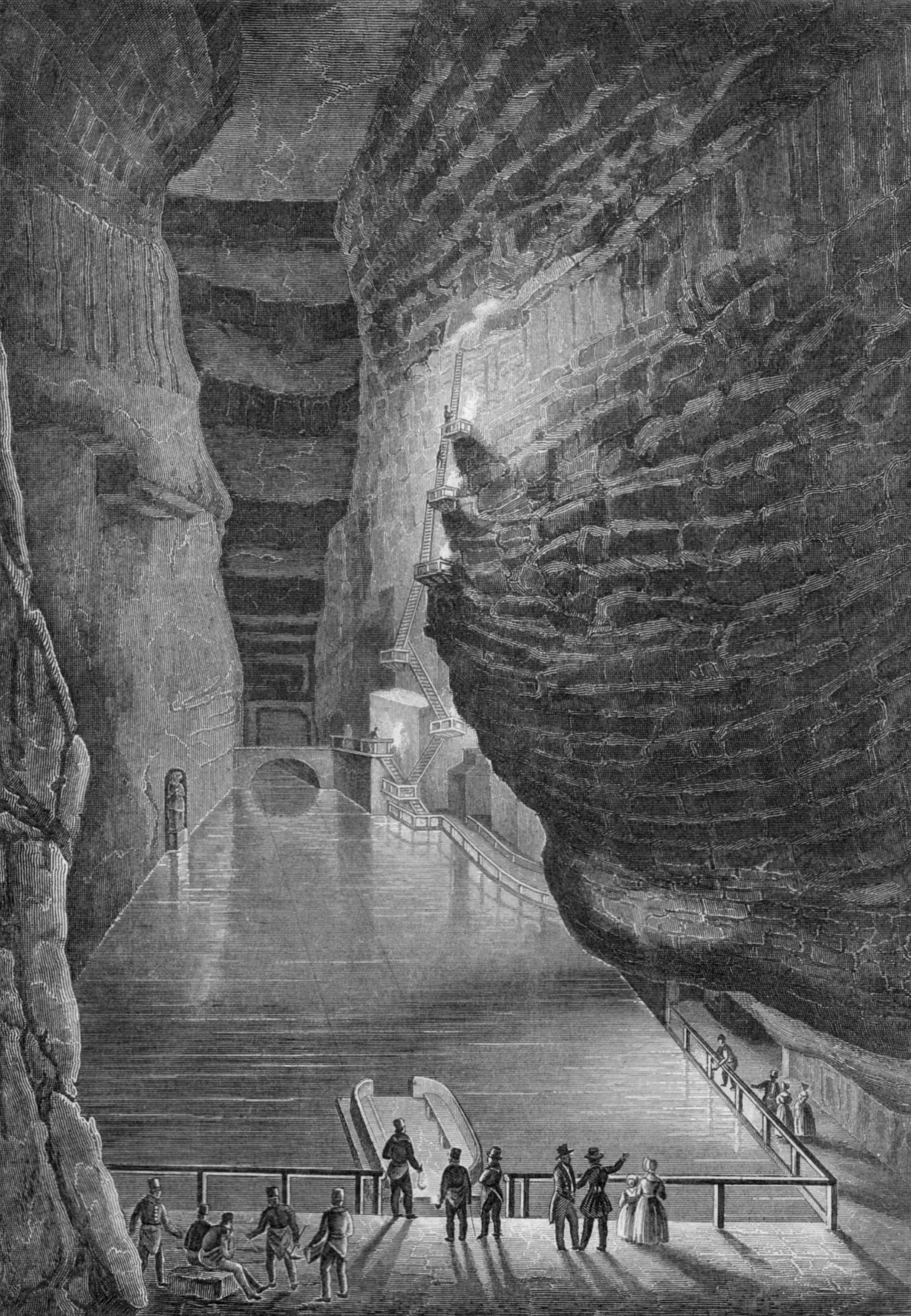
A Przykos kamra egy 1842-ben készült acélmetszeten

### Michałowice-kamra
Ez a turistaút egyik leglátványosabb kamrája. 35 m magas, és mintegy 100 évig bányásztak benne sót a 17. század közepétől a 18. század közepéig. Méretei létesítésétől kezdve különleges beomlás elleni biztosítás építését igényelték, sótömbökből építettek támfalakat és támpilléreket, melyeket végül hatalmas gömbfákból épített két, rendkívül látványos pillérköteggel egészítettek ki az 1870-es években.

### Drozdowice-kamra
Ennek a teremnek, mely a 17. és 18. század fordulóján alakult ki, a méretei nem sokkal maradnak el a szomszédjáétól. A 20. században kétszintes fa aládúcolást kapott. Jelenleg a teremben kiállításokat, banketteket valamint koncerteket rendeznek.

### Józef Piłsudski-kamra
Józef Piłsudskiról, a lengyel történelem karakterisztikus alakjáról elnevezett kamra a 19. században létesült. Két tárnából áll, melyeket alagút köt össze. Mivel a termet a sós víz árasztotta el, a turistákat tutajjal szállították át az alagúton. A 19. században a tó partján felállították nepomuki Szent Jánosnak, a fuldoklók védőszentjének szobrát. Piłsudski marsall emlékművét 1997-ben állították fel.

### Stanisław Staszic-kamra
Ez a legmagasabb kamra az egész bányában (teljes magassága 50 m), a 19–20. század fordulóján keletkezett. A második világháború alatt a németek repülőgép-alkatrészek szerelésére használták. Ez a tevékenység a szovjet csapatok offenzívájával ért véget. A teremben látható a kiváló természetbarát, geológus és a bányászati tudományok terén Lengyelországban úttörőnek számító Stanisław Staszic mellszobra.

### Witold Budryk-kamra
Ez a konyhasóba vájt kamra az osztrák korszakból származik, kézi munkával és robbantással termelték ki itt a sót. Érdekesek a fából ácsolt biztosítások különböző módjai. Witold Budryk professzorról, a Krakkói Bányászati és Kohászati Akadémia tanáráról nevezték el, aki a bányaszellőzés és tűzvédelem specialistája.

### Varsó-kamra
A kamra a szórakoztatás célját szolgálja, tekintettel méreteire (hossza 54 m, szélessége 17 m, magassága 9 m). Itt rendezik meg a bányászok és vállalatok ünnepségeit, de sporteseményeket, koncerteket és bálokat is rendeznek. A 19–20. század fordulóján létesítették, mintegy 20 000 t konyhasót bányásztak benne. 2003-ban új üvegcsillárokat kapott. Legnagyobb dísze a sóból faragott bányász emlékmű (1961).

### Visztula-kamra
A kamrát 1959–66 között alakították ki az azonos nevű folyosó kiszélesítésével konyhasó kitermelése céljából. A turisták itt hagyhatják el a múzeumot.

### Prinzinger-lejtő
A Visztula kamra folytatása a II. szinten és a III. szint Antonia folyosójára vezet. A 19. században létesült, a falépcsők az I. világháború idején készültek el. A III. szinten látható egy emléktábla, amelyet abból az alkalomból állítottak, hogy a híres költő, Juliusz Słowacki hamvait a Wawelbe vitték. A III. szintet Słowackiról nevezték el.

### Haluszko-kamra
Ebben a kamrában, melyben zöld sót bányásztak, több helyen látható a bányászok munkájának nyoma. A kamrát Jan Haluszkoról nevezték el, aki az osztrák uralom alatt a wieliczkai bánya főtanácsosa volt. A terem nem része a turistaútnak, de koncerteket és ünnepélyeket időnként rendeznek benne.

### Izabella-kamra
A sótelepek közepén elhelyezkedő terem geológiai érdekességet rejt. A falakon látható, hogy a sórétegek vetődése déli irányba mutat, ami alátámasztja azt az elméletet, hogy a Kárpátok hegyképző erői az egész sóvidéket délre tolták.

### Szent János-kápolna
Szent kereszt kápolnának is hívják. 2005-ben hozták át az I. szinten lévő Lipowiec teremből a III. szintre 135 m mélyre. A kápolna az 1859-es felépítésétől a Szent Kinga kápolna 1896-os megnyitásáig a legfontosabb szakrális objektum volt a wieliczkai bányában.

### A krakkói sóvidék múzeuma
A wieliczkai bányában a turistaúton kívül megtekinthető a múzeum III. szinten rendezett kiállítása is. A gyűjtemény 14 termet foglal el, és bemutatja a bánya történetét, a só kitermeléséhez és elszállításához használt szerszámokat és eszközöket, valamint a város történelmét is.

## Kristálybarlangok
A múzeum területén kívül megtekinthetők a kristálybarlangok is, melyekben hatalmas méretű halit sókristályok láthatók. A 19. században a világ legfontosabb múzeumainak gyűjteményeibe innen kerültek példányok, ahol mindmáig őrzik azokat (például a bécsi Természettudományi Múzeumba). A legtöbb barlang épségben maradt, mivel látogatásuk csak specialisták számára engedélyezett.